# Hydnellum
Hydnellum é um gênero de fungos hidnoides da família Bankeraceae (ordem Thelephorales). Amplamente distribuído no Hemisfério Norte, o gênero abrange cerca de 120 espécies. Os basidiomas de suas espécies crescem lentamente, envolvendo pequenos pedaços de grama e vegetação ao redor. A forma dos basidiomas de Hydnellum apresenta grande variabilidade, influenciada por condições ambientais como chuva, umidade, ventos secos e temperatura. Esses fungos são muito duros e lenhosos para serem consumidos confortavelmente. Algumas espécies têm despertado crescente preocupação com a conservação devido à redução generalizada de sua abundância.
As espécies de Hydnellum produzem pigmentos que têm sido utilizados para tingir tecidos. Diversos compostos químicos, alguns com atividade biológica única, foram isolados e identificados a partir do gênero.
Uma das espécies mais conhecidas é a incomum Hydnellum peckii, de coloração branco-rosada e gotas vermelhas. Outra espécie, H. suaveolens, possui um forte odor de anis ou hortelã.

## Taxonomia
O gênero Hydnellum foi circunscrito pelo micologista finlandês Petter Adolf Karsten em 1879, tendo como espécie-tipo o que na época era conhecido como Hydnum suaveolens. Anteriormente, fungos hidnoides haviam sido agrupados no gênero Hydnum por Elias Fries em sua obra de 1821, Systema mycologicum. Karsten definiu Hydnellum como possuindo basidiomas com píleo coriáceo e resistente, e um estipe centralmente fixado. Sinônimos de Hydnellum incluem Calodon (Karsten, 1881), e Phaeodon (Joseph Schröter, 1888).
Hydnellum é classificado na família Bankeraceae, descrita por Marinus Anton Donk em 1961. O gênero não estava incluído no conceito original de Donk para a família, que abrangia apenas Bankera e Phellodon, gêneros cujas espécies produzem esporos hialinos (translúcidos) e ornamentados. Donk deixou Hydnellum na tribo Hydnelleae da família Thelephoraceae, junto com Sarcodon e Hydnodon. Em 1981, no entanto, Walter Jülich revisou o conceito de Donk para a Bankeraceae, incluindo gêneros hidnoides que produzem esporos castanhos e lobados, como Hydnellum e Sarcodon.

## Filogenia
Estudos filogenéticos mostram que, em sua circunscrição atual, o gênero Hydnellum é polifilético e apenas distantemente relacionado aos gêneros de esporos brancos Bankera e Phellodon, atualmente agrupados na família Bankeraceae. Análises da região do espaçador interno transcrito por Parfitt e colegas e Ainsworth e colegas revelaram múltiplas linhagens crípticas dentro do gênero. A maioria das espécies crípticas pertence ao complexo de espécies H. concrescens/H. scrobiculatum, resultando em frequentes interpretações errôneas desses nomes antigos e amplamente utilizados. Atualmente, o número de linhagens filogeneticamente distintas confirmadas por sequenciamento molecular excede o número de táxons descritos no gênero, tornando inevitáveis futuras revisões taxonômicas.

## Morfologia

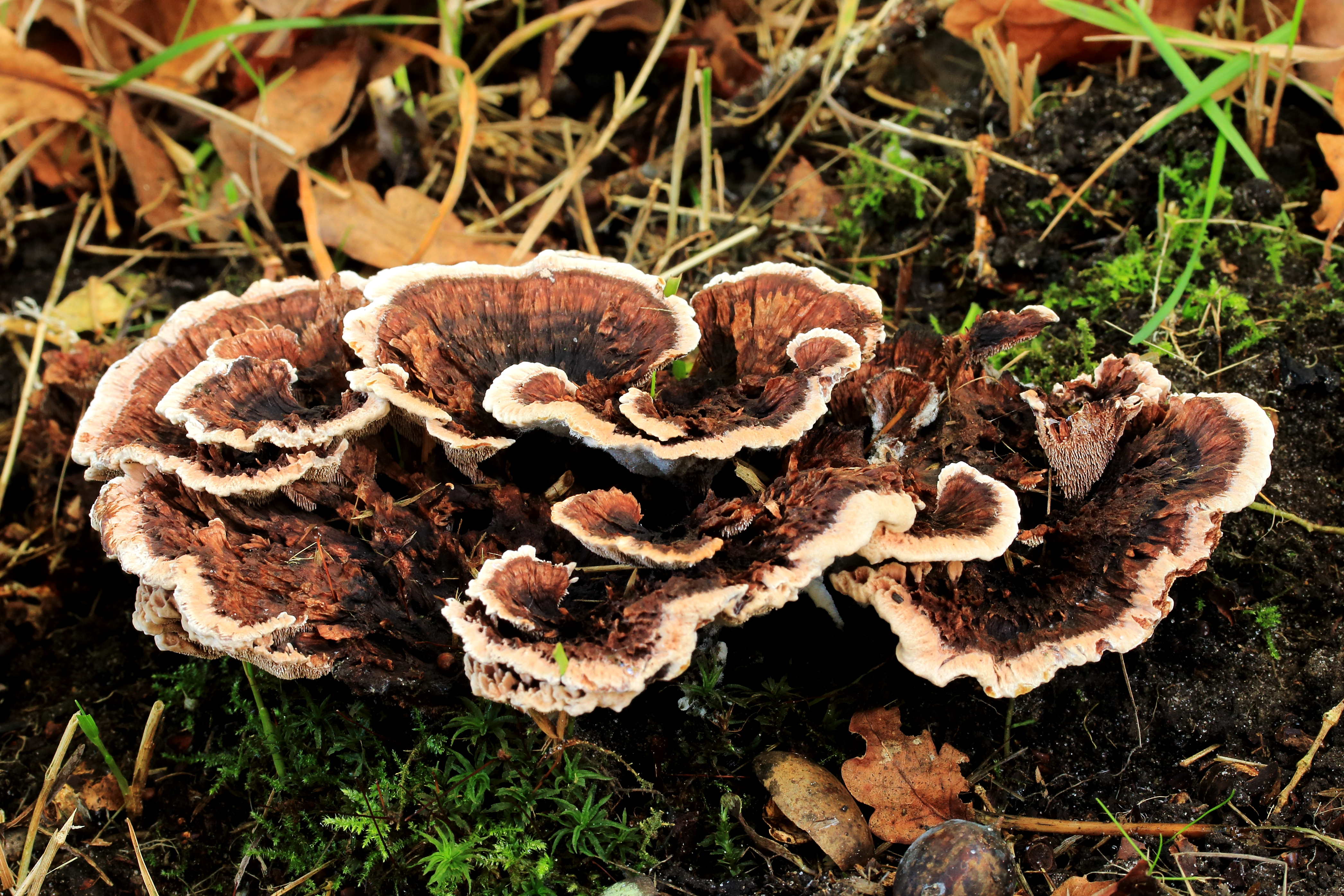
Os píleos de algumas espécies de Hydnellum (H. concrescens na foto) podem se fundir durante o crescimento.

Os basidiomas de Hydnellum possuem píleos e estipes, frequentemente com formas de crescimento indeterminadas, que podem crescer de súbito e se deteriorar ao longo de várias semanas. Basidiomas vizinhos podem se fundir, formando píleos intricadamente entrelaçados e estipes parcialmente fundidos. A carne apresenta uma aparência zonada e é fibrosa quando fresca, mas torna-se dura e lenhosa quando seca. As zonas na carne refletem diferenças no crescimento durante períodos de baixa umidade diurna e alta umidade noturna, fornecendo um registro razoavelmente preciso do crescimento diário. Os espinhos são densamente agrupados e geralmente decorrentes (estendendo-se ao longo do estipe). Os basidiomas podem exibir uma variedade de cores, de branco a amarelo, verde-oliva, tons de laranja, marrom claro ou marrom escuro com a idade.
Os esporos de Hydnellum são quase esféricos a oblongos e tuberculados, sendo castanhos em massa. As basídios (células portadoras de esporos) são estreitamente claviformes e geralmente possuem quatro esporos; não há cistídios em Hydnellum. Três tipos de hifas são encontrados na carne de Hydnellum: hifas generativas (de parede finas, não infladas), hifas esqueléticas (de paredes espessas e estreitas) e hifas gloeoplerosas de paredes finas, que se coram com azul de metila.

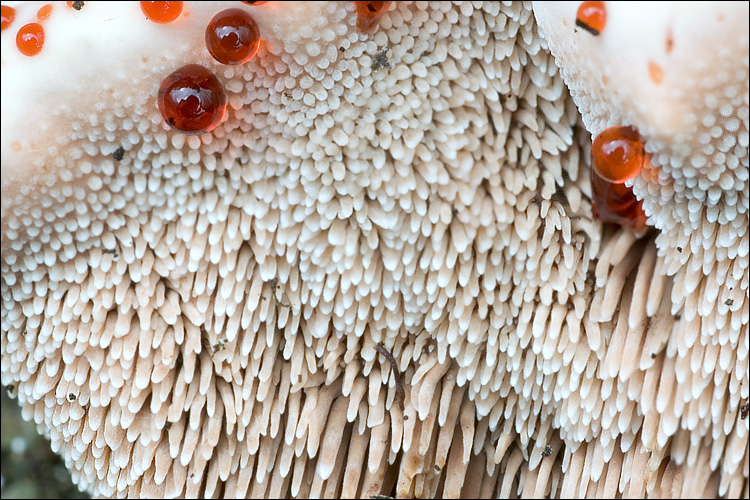
Espinhos de H. ferrugineum

Em condições de alta umidade, várias espécies podem formar gotas coloridas impressionantes em píleos em crescimento ativo: gotas vermelhas em H. peckii, H. diabolus, H. ferrugineum e H. cruentum, gotas amarelas em H. caeruleum e gotas cor de café em H. mirabile. Algumas espécies de Hydnellum têm um odor farináceo (como H. mirabile e H. pineticola), semelhante a farinha recém-moída. H. zonatum tem um cheiro de meliloto, enquanto H. suaveolens possui um odor doce que lembra anis ou hortelã. Todos são muito duros e lenhosos para serem comestíveis, e muitos têm um sabor acre.

As diferenças entre as espécies de Hydnellum tendem a ser mais distinguíveis em espécimes jovens. O desenvolvimento do basidioma é fortemente influenciado por fatores ambientais, como níveis de chuva, ventos secos e temperatura. H. caeruleum, por exemplo, desenvolve uma cor azul mais intensa quando cresce durante o outono mais frio. O crescimento ideal ocorre durante períodos de chuvas leves frequentes e alta umidade; se o habitat secar, o crescimento para, mas pode ser retomado após novas precipitações. Esse crescimento intermitente afeta os basidiomas de diferentes espécies em graus variados, levando a grandes variações em forma, textura da superfície e cor. A variabilidade morfológica dos basidiomas e sua dependência de condições ambientais tornaram Hydnellum um grupo difícil de estudar. O micologista canadense Kenneth A. Harrison, que descreveu várias espécies novas da América do Norte, observou: "a notável longevidade de esporóforos individuais de muitas espécies e as mudanças na aparência que ocorrem durante o longo período de seu desenvolvimento confundiram todos os pesquisadores que estudam este grupo". Por exemplo, H. aurantiacum, inicialmente branco, passa por tons de laranja, marrom-ferrugem e marrom-escuro. Seu basidioma começa com uma forma turbinada (semelhante a um coxim) com superfície irregular, tornando-se posteriormente achatado a funiliforme com textura de superfície lisa a corrugada.
Os píleos se formam a partir do topo do estipe curto pelo crescimento e expansão de uma margem arredondada e, posteriormente, pelo espessamento da superfície superior. Os espinhos começam a se formar quando o píleo se projeta ligeiramente sobre o estipe. Eles são brancos em muitas espécies, mas tornam-se castanhos na maturidade, à medida que os esporos castanhos se acumulam na superfície.

## Habitat e distribuição
Os fungos de Hydnellum são micorrízicos e geralmente encontrados em florestas de coníferas e mistas. As árvores hospedeiras preferidas incluem membros das famílias Fagaceae e Pinaceae. O gênero está amplamente distribuído no Hemisfério Norte, particularmente na Europa e na América do Norte, mas algumas espécies também são encontradas na Ásia tropical. Harrison identificou uma dúzia de novas espécies da América do Norte na década de 1960. Rudolph Arnold Maas Geesteranus reconheceu 16 espécies europeias em seu tratamento do gênero em 1975, ao qual H. dianthifolium foi recentemente adicionado por Loizides e colegas.
Algumas espécies de Hydnellum, incluindo H. ferrugineum e H. scleropodium, formam um tapete resistente de micélios no húmus e no solo superior de florestas de pinheiros. Esse tapete micelial cresce com árvores mais velhas e pode cobrir uma área de vários metros quadrados. Essas áreas geralmente carecem de arbustos anões e promovem o crescimento vigoroso de musgos; a espécie de líquen Cladonia rangiferina [en] frequentemente ocorre no centro de grandes tapetes. A presença do fungo altera a natureza do solo, resultando em uma camada de húmus mais fina, menor penetração de água subterrânea, diminuição do pH do solo e aumentos no nível de respiração radicular, bem como na quantidade de raízes. O fungo também reduz as concentrações de carbono orgânico e nitrogênio. O solo com o micélio torna-se mais podzolizado do que o solo circundante.

## Conservação

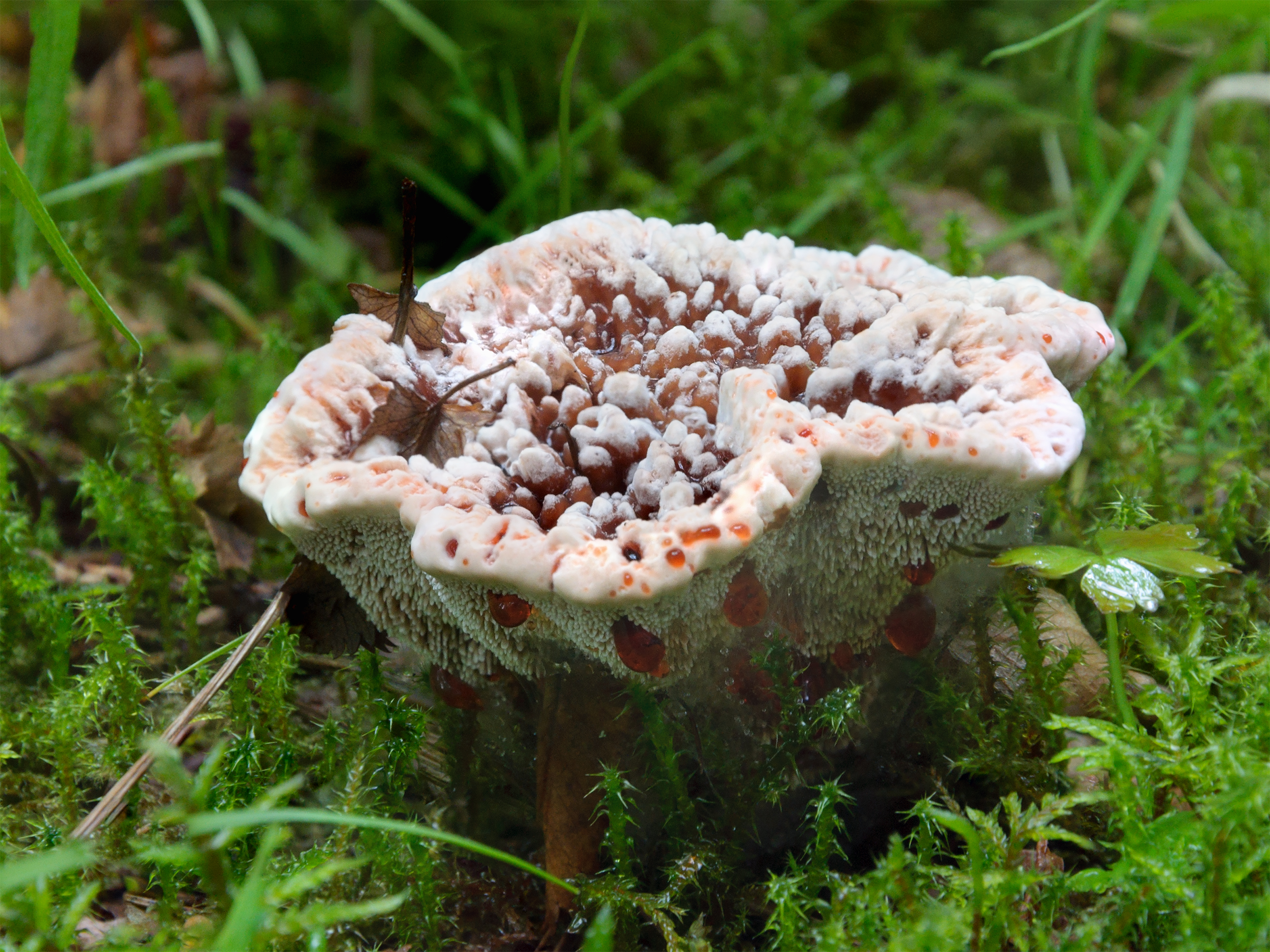
Hydnellum ferrugineum é uma preocupação de conservação na Europa.

Algumas espécies de Hydnellum estão em declínio na Europa, incluindo a República Tcheca, Países Baixos, Noruega e Escócia. No Reino Unido, várias espécies estão listadas no plano de ação de biodiversidade para fungos hidnoides com estipe. De acordo com a Lista Vermelha de Espécies Ameaçadas, são listadas como espécies quase ameaçadas: H. versipelle e H. scabrosum. As espécies H. fuligineoviolaceum, H. illudens, H. martioflavum, H. gracilipes e H. mirabile são listadas como vulneráveis. E as espécies H. nemorosum e H. roseoviolaceum já são listadas como em perigo de extinção. H. ferrugineum e H. peckii foram identificados como sensíveis ao aumento da deposição de nitrogênio resultante do corte raso, uma prática florestal usada em algumas áreas da Europa.
Os esforços de conservação para Hydnellum são dificultados pelo fato de que algumas espécies são difíceis de distinguir em campo, tornando complicado determinar um status de conservação apropriado. Técnicas baseadas em iniciadores de PCR específicos para espécies e extração de DNA do solo foram desenvolvidas para detectar os micélios de várias espécies de Hydnellum sem depender da presença de basidiomas, o que pode auxiliar nos esforços de conservação e melhorar a compreensão da ecologia subterrânea. Técnicas semelhantes foram usadas para mostrar que, no caso de H. aurantiacum [en] e H. caeruleum [en], o fungo pode persistir abaixo do solo por pelo menos quatro anos sem produzir basidiomas.

## Compostos bioativos

Fórmula estrutural do composto anticoagulante e antibacteriano atromentina, encontrado em H. peckii

Diversos compostos químicos, alguns com atividade biológica única, foram isolados e identificados de espécies de Hydnellum. Por exemplo, H. peckii contém atromentina, um pigmento com propriedades anticoagulantes semelhantes à heparina. A atromentina também possui atividade antibacteriana, inibindo a enzima enoil-acil transportadora de proteína redutase (essencial para a biossíntese de ácidos graxos) na bactéria Streptococcus pneumoniae.
Algumas espécies são usadas como corantes. H. caeruleum, utilizado na América do Norte e na Escandinávia para tingir seda e lã, produz uma gama de cores, incluindo bege, azul e verde-floresta, dependendo do mordente utilizado. H. peckii produz cores cinza, marrom e oliva. Hidnuferrugina e hidnuferruginina são pigmentos responsáveis pela coloração de H. ferrugineum e H. zonatum. Geogenina é um pigmento amarelo encontrado em H. geogenium [en].
O ácido teleforico está presente em várias espécies de Hydnellum. Esse composto, derivado metabolicamente da via do ácido chiquímico, inibe a enzima prolil endopeptidase, que está envolvida na deterioração de certos neuropeptídeos associados à memória e ao aprendizado. H. caeruleum e H. concrescens possuem vários derivados de para-terfenilo chamados telefantinas (especificamente, variantes telefantinas I–N), alguns dos quais podem inibir a enzima alfa-glicosidase. Os compostos hidnellinas A e B são terfenis encontrados em H. suaveolens e H. geogerirum. Os produtos químicos responsáveis pelo aroma semelhante a anis de H. suaveolens foram identificados como cumarina e para-anisaldeído.

## Espécies
A circunscrição original de Karsten de 1879 para Hydnellum continha 19 espécies. Joost Stalpers incluiu 34 espécies de Hydnellum em sua monografia de 1993 sobre Thelephorales. A décima edição do Dictionary of the Fungi (2008) indicava 38 espécies no gênero.  Larsson e colaboradores incluíram 12 espécies transferidas para este gênero a partir de Sarcodon em 2019.  Em 2024, Douch descreveu mais quatro espécies.
Em agosto de 2025, os bancos de dados Index Fungorum e Mycobank listam aproximadamente 120 espécies em Hydnellum. A seguir são listadas algumas das espécies do gênero.
| Imagem | Nome                                                                                             | Distribuição                                    |
| ------ | ------------------------------------------------------------------------------------------------ | ----------------------------------------------- |
|        | Hydnellum amygdaliolens [en] (Rubio Casas, Rubio Roldán & Català) E.Larss., K.H.Larss. & Kõljalg | Europa                                          |
|        | Hydnellum aurantiacum (Batsch) P.Karst. (1879)                                                   | Ásia, Europa, América do Norte                  |
|        | Hydnellum auratile [en] (Britzelm.) Maas Geest. (1959)                                           | Europa, América do Norte                        |
|        | Hydnellum caeruleum (Hornem.) P.Karst. (1879)                                                    | Ásia, Europa, América do Norte                  |
|        | Hydnellum chrysinum K.A.Harrison (1964)                                                          | América do Norte                                |
|        | Hydnellum coalitum Maas Geest. (1975)                                                            | Europa                                          |
|        | Hydnellum compactum (Pers.) P.Karst. (1879)                                                      | Europa                                          |
|        | Hydnellum complicatum Banker (1906)                                                              | América do Norte                                |
|        | Hydnellum concrescens (Pers.) Banker (1906)                                                      | Ásia, Europa, América do Norte                  |
|        | Hydnellum conigenum (Peck) Banker (1906)                                                         | América do Norte                                |
|        | Hydnellum cristatum (Bres.) Stalpers (1993)                                                      | Europa, América do Norte                        |
|        | Hydnellum cruentum K.A.Harrison (1961)                                                           | Nova Escócia, Canadá                            |
|        | Hydnellum crustulinum Maas Geest. (1971)                                                         | Punjab, Índia                                   |
|        | Hydnellum cumulatum K.A.Harrison (1964)                                                          | Europa, América do Norte                        |
|        | Hydnellum cyanodon K.A.Harrison (1964)                                                           | América do Norte                                |
|        | Hydnellum cyanopodium [en] K.A.Harrison (1964)                                                   | América do Norte                                |
|        | Hydnellum dianthifolium Loizides, Arnolds & P.-A. Moreau (2016)                                  | Sul da Europa                                   |
|        | Hydnellum earlianum Banker (1906)                                                                | América do Norte                                |
|        | Hydnellum fennicum [en] (P.Karst.) E.Larss., K.H.Larss. & Kõljalg                                | Europa                                          |
|        | Hydnellum ferrugineum (Fr.) P.Karst. (1879)                                                      | Norte da África, Ásia, Europa, América do Norte |
|        | Hydnellum floriforme (Schaeff.) Banker (1906)                                                    | América do Norte                                |
|        | Hydnellum fraudulentum Maas Geest. (1971)                                                        | Austrália                                       |
|        | Hydnellum frondosum K.A.Harrison (1961)                                                          | Nova Escócia, Canadá                            |
|        | Hydnellum fuligineoviolaceum (Kalchbr.) E.Larss., K.H.Larss. & Kõljalg                           | Europa                                          |
|        | Hydnellum fuscoindicum (K.A.Harrison) E.Larss., K.H.Larss. & Kõljalg                             | América do Norte                                |
|        | Hydnellum gatesiae Douch, L.J. Vaughan & T.W. May                                                | Austrália                                       |
|        | Hydnellum geogenium (Fr.) Banker (1913)                                                          | Europa, América do Norte                        |
|        | Hydnellum glaucopus [en] (Maas Geest. & Nannf.) E.Larss., K.H.Larss. & Kõljalg                   | Europa                                          |
|        | Hydnellum gracilipes [en] (P.Karst.) P.Karst. (1879)                                             | Europa                                          |
|        | Hydnellum joeides (Pass.) E.Larss., K.H.Larss. & Kõljalg                                         | Europa, América do Norte                        |
|        | Hydnellum lepidum (Maas Geest.) E. Larss., K.H.Larss. & Kõljalg                                  | Europa                                          |
|        | Hydnellum longidentatum Coker (1939)                                                             | Estados Unidos                                  |
|        | Hydnellum lundellii (Maas Geest. & Nannf.) E.Larss., K.H.Larss. & Kõljalg                        | Europa                                          |
|        | Hydnellum martioflavum [en] (Snell, K.A.Harrison & H.A.C.Jacks.) E.Larss., K.H.Larss. & Kõljalg  | Europa, América do Norte                        |
|        | Hydnellum mirabile (Fr.) P.Karst. (1879)                                                         | Europa, América do Norte                        |
|        | Hydnellum multiceps K.A.Harrison (1961)                                                          | Nova Escócia, Canadá                            |
|        | Hydnellum nigellum K.A.Harrison (1964)                                                           | América do Norte                                |
|        | Hydnellum nothofagacearum Douch & J.A. Cooper                                                    | Nova Zelândia                                   |
|        | Hydnellum papuanum Maas Geest. (1971)                                                            | Papua-Nova Guiné                                |
|        | Hydnellum parvum Banker (1913)                                                                   | América do Norte                                |
|        | Hydnellum peckii Banker (1912)                                                                   | Europa, América do Norte                        |
|        | Hydnellum pseudoioeides Douch & J.A. Cooper                                                      | Oceania                                         |
|        | Hydnellum regium K.A.Harrison (1964)                                                             | América do Norte                                |
|        | Hydnellum rickeri Banker (1913)                                                                  | América do Norte                                |
|        | Hydnellum scabrosum (Fr.) E.Larss., K.H.Larss. & Kõljalg                                         | Europa                                          |
|        | Hydnellum scleropodium K.A.Harrison (1964)                                                       | América do Norte                                |
|        | Hydnellum scrobiculatum [en] (Fr.) P.Karst. (1879)                                               | Ásia, Europa, América do Norte                  |
|        | Hydnellum septentrionale K.A.Harrison (1964)                                                     | América do Norte                                |
|        | Hydnellum singeri Maas Geest. (1969)                                                             | Colômbia                                        |
|        | Hydnellum spongiosipes (Peck) Pouzar (1960)                                                      | Europa, América do Norte                        |
|        | Hydnellum staurastrum Maas Geest. (1971)                                                         | Malásia                                         |
|        | Hydnellum suaveolens (Scop.) P.Karst. (1879)                                                     | Ásia, Europa, América do Norte                  |
|        | Hydnellum subzonatum K.A.Harrison (1961)                                                         | Nova Escócia, Canadá                            |
|        | Hydnellum tardum Maas Geest. (1975)                                                              | Europa                                          |
|        | Hydnellum underwoodii (Banker) E.Larss., K.H.Larss. & Kõljalg                                    | América do Norte                                |
|        | Hydnellum variisporum Douch, Robinson & L.J. Vaughan                                             | Austrália                                       |
|        | Hydnellum versipelle (Fr.) E.Larss., K.H.Larss. & Kõljalg                                        | Europa, América do Norte                        |